# Sarah Tondé
Sarah Tondé (* 30. Oktober 1983) ist eine Leichtathletin aus dem westafrikanischen Staat Burkina Faso.
Sie nahm im Alter von 16 Jahren an den Olympischen Spielen 2000 in Sydney teil. Ihre Zeit im 100-Meter-Vorlauf war 12,56 s, bei der Eröffnungsfeier war sie die Flaggenträgerin der burkinischen Mannschaft.
Sie entstammt der Leichtathletikabteilung des Vereins Étoile Filante Ouagadougou in der Hauptstadt des Landes und zog, nachdem ihr ein einjähriges Trainingsstipendium in einem frankophonen Land ihrer Wahl gewährt wurde, im Jahre 2002 vorübergehend nach Belgien.